# La Capuchinada

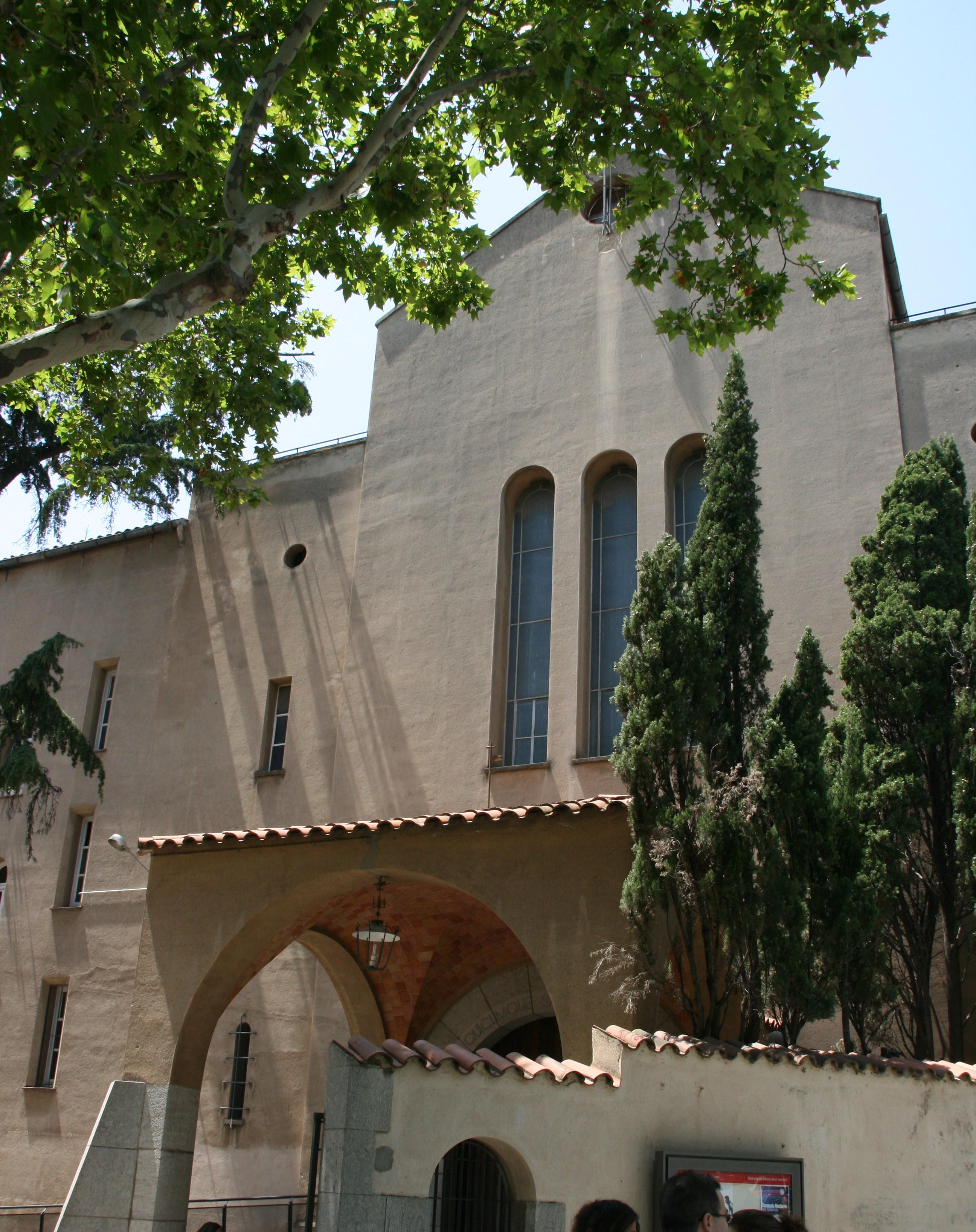
Fachada de la iglesia del convento de los capuchinos de Sarriá.

La Capuchinada (catalán: La Caputxinada) es el nombre con el que se conocen los hechos que tuvieron lugar en el convento de los capuchinos de Sarriá en Barcelona entre los días 9 y 11 de marzo de 1966, con motivo de una asamblea del Sindicato Democrático de Estudiantes de la Universidad de Barcelona (SDEUB). A la asamblea asistieron más de 500 estudiantes, profesores e intelectuales, y al asedio y posterior asalto del convento por parte de la policía franquista, ordenado por el comisario Vicente Juan Creix y el responsable de gobernación Camilo Alonso Vega, le siguió la puesta en marcha de un movimiento unitario de solidaridad política y ciudadana que fue el germen de la plataforma catalana de oposición La Taula Rodona –antecedente de la Asamblea de Cataluña– y reforzó la incorporación a la lucha antifranquista de sectores eclesiásticos, con una inédita manifestación de sacerdotes en Barcelona el 11 de mayo del mismo año.

## Los acontecimientos
Los hechos tuvieron lugar entre el 9 y 11 de marzo de 1966, cuando una organización clandestina antifranquista, el SDEUB, convocó una reunión en el convento de capuchinos barcelonés de Sarriá, con el objetivo de aprobar sus estatutos fundacionales. La reunión comenzó con la asistencia de treinta y tres intelectuales de prestigio, más de quinientos estudiantes, dos sacerdotes, tres observadores extranjeros y siete periodistas, entre ellos un corresponsal extranjero, el neerlandés Robert Stephen Bosschart. Entre aquellos estaban personalidades como Salvador Espriu, Pere Quart, Jordi Rubió, Lluís Maria Xirinacs, Oriol Bohigas Guardiola, Maria Aurèlia Capmany, Antoni Tàpies, Jordi Solé Tura, Raimon Obiols, Josep Maria Benet i Jornet, Montserrat Roig, Ricard Salvat, José Agustín Goytisolo, Albert Ràfols-Casamada, Manuel Sacristán, Francisco Fernández Buey, Josep Maria Trias de Bes, Enric Lluch i Martín, Josep Maria Martorell y Mercè Sala, entre otros.
La Brigada Político-Social, la policía política de la dictadura, estaba informada sobre el acto pero desconocía el lugar en el que se iba a realizar la reunión. En un informe policial fechado el 28 de febrero y referido a una reunión de 20 estudiantes celebrada en la Facultad de Derecho de la Universidad de Barcelona se afirmaba que la asamblea había sido convocada para el 9 de marzo, como efectivamente sería. El despliegue de las fuerzas de orden público no logró impedir la celebración del acto, ya que se montó con una hora de retraso. A las seis de la tarde, las fuerzas de seguridad mandadas por el comisario Juan Creix penetraron en el lugar ordenando la salida de los presentes, y al mismo tiempo la Policía Armada rodeaba el edificio con unas medidas de seguridad en las que no faltaban vehículos y caballos. Mientras duró el encierro, la policía cortó las líneas telefónicas e impidió el acceso al recinto a todo el mundo, salvo a los religiosos de la orden, a los que dejaba entrar tras un minucioso registro. Ninguno de los reunidos obedeció la orden de salida. La decisión contó con el apoyo del provincial de los capuchinos y de sus frailes, que empezaron a distribuir mantas y bocadillos. El 11 de marzo la policía, después de forzar la puerta, penetró en el recinto. Se requisaron los carnets de los asistentes, los detenidos fueron llevados a la comisaría de policía y fueron puestos en libertad después de pagar multas comprendidas entre 25 000 y 200 000 pesetas, cantidades bastantes cuantiosas para el momento.

## Las consecuencias
Los sucesos tuvieron una enorme repercusión mediática, ya que por primera vez desde los inicios del franquismo, un grupo de sacerdotes desobedecía públicamente y se enfrentaba a las fuerzas de orden público de la dictadura. El escándalo motivó que el diario falangista Arriba publicase un editorial condenando la reunión, editorial que fue reproducido en otros diarios del Movimiento, así como por Televisión Española y Radio Nacional. 
En Barcelona, en un intento por desprestigiar el acto, circuló un panfleto ridiculizador: «Caputxin's Night Club. El local más 'fresco' de Barcelona. Abierto toda la noche. El gran show progresista separatista que presenta la orquesta Penca d'Or y la comunidad de los barbudos descalzos. Si es usted católico despistado, ríase, diviértase y páselo bien. El local más asquerosamente famoso de Barcelona. Caputxin's Night Club. 70 hermosas barbas 70. (Con licencia)».
A partir de los sucesos de la Capuchinada, la policía política dedicó buena parte de sus informaciones a seguir las actividades de los «nuevos curas». 
Los sucesos tuvieron su eco cuando dos meses más tarde, el 26 de abril, el entonces rector de la Universidad de Barcelona, Francisco García-Valdecasas, solicita la presencia de la policía para disolver una masiva reunión de estudiantes. Al día siguiente, y ante la persistencia del ambiente asambleario, el centro universitario es clausurado por orden gubernativa y fueron detenidos algunos representantes estudiantiles. Después de conocerse la noticia, cuatro sacerdotes más tarde apoyados por numerosos clérigos se reunieron en la catedral para redactar un escrito de protesta dirigido al jefe de la Brigada Político-Social, exigiendo que a los detenidos se les diese un trato conforme con la encíclica Pacem in terris. Posteriormente, numerosos sacerdotes vestidos de sotana se dirigieron a la jefatura de policía pidiendo hablar con el comisario Juan Creix, y ante la negativa de los sacerdotes a desistir del intento, el oficial de guardia dio la orden de carga, produciéndose el espectáculo, hasta entonces inaudito, de un grupo de sacerdotes vestidos con sotanas siendo perseguidos por las calles de Barcelona por agentes del orden de la dictadura franquista. Lo inaudito del acontecimiento hace que el periódico The New York Times informe sobre los hechos.

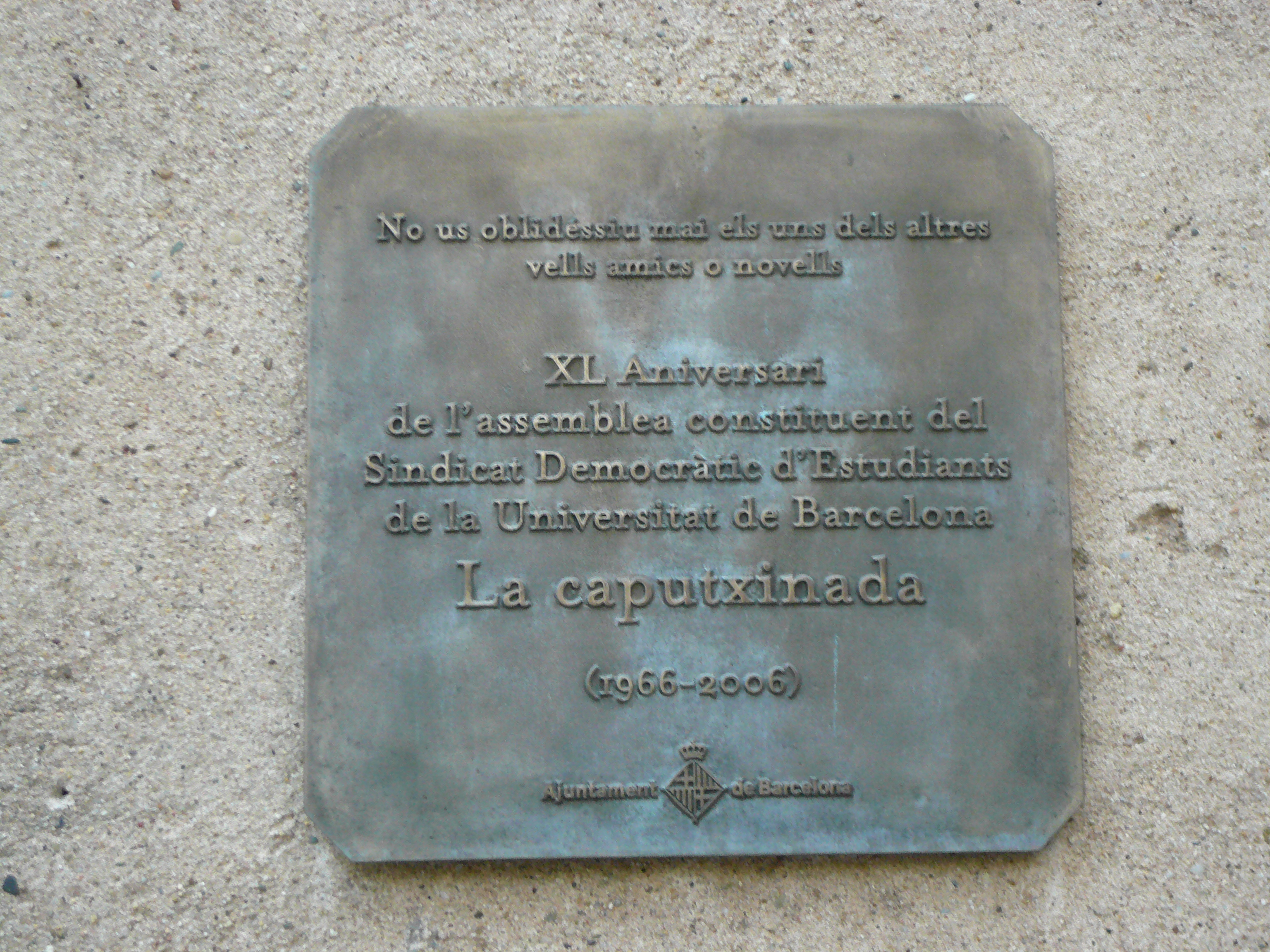
Placa recuerdo de "La Capuchinada" (1966-2006)